# Beleg van Bari

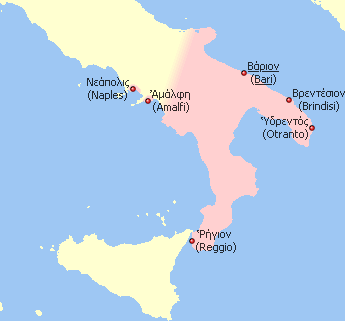
Katapanaat van Italië

Het Beleg van Bari duurde van 5 augustus 1068 tot 15 april 1071. De verovering van Bari door de Noorman Robert Guiscard betekende het einde van het katapanaat Italië, en daarmee van de Byzantijnse gebieden in Italië.

## Context
Sinds 1030 hadden de Noormannen vaste voet in Zuid-Italië. Voordien en nadien leverden ze hand-en-spandiensten. Met Robert Guiscard veranderde de opportunistische houding naar een permanente verovering van grondgebied. Samen met zijn broer Rogier I van Sicilië vatten ze rond 1060 het plan op om de Byzantijnen te verwijderen uit de hiel van Italië en de Arabieren uit Sicilië.
Op 5 augustus 1068 begon Robert Guiscard met het beleg van Bari, de belangrijkste toevoerhaven van het katapanaat. Al vlug werd het hem duidelijk dat gewapenderhand de stad innemen niet mogelijk was en daarom probeerde hij de stad te omsingelen, wat ook een huzarenstukje was, aangezien Byzantium continu de stad bevoorraadde met soldaten en voedsel. In 1068 veroverden de Noormannen Otranto en in 1070 Brindisi. De bevoorrading vanuit Byzantium werd meer en meer opgevangen op zee en hongersnood trof de stad. Op 15 april 1071 capituleerde de stad, en het laatste Byzantijnse bolwerk in Italië was ingenomen.